# Polyalthia longifolia
Polyalthia longifolia este o specie de plante din genul Polyalthia, familia Annonaceae. A fost descrisă pentru prima dată de Pierre Sonnerat, și a primit numele actual de la George Henry Kendrick Thwaites. Conform Catalogue of Life specia Polyalthia longifolia nu are subspecii cunoscute.